# Kerncentrale Oskarshamn
Kerncentrale Oskarshamn in Oskarshamn in de provincie Kalmar län is een van de drie actieve kerncentrales in Zweden.
De centrale heeft drie kokendwaterreactoren die zijn gebouwd door ASEA. De centrale is in handen van OKG AB. De aandelen van dit Zweedse bedrijf zijn voor 54,4% in handen van het Duitse nutsbedrijf Uniper (ex E.ON) en de overige aandelen behoren toe aan het Finse Fortum.
| Reactorblok    | Reactor type       | Elektriciteits- capaciteit | Begin bouw | In bedrijf | Uit bedrijf |
| -------------- | ------------------ | -------------------------- | ---------- | ---------- | ----------- |
| Oskarshamn - 1 | kokendwaterreactor | 440 MW                     | 1966       | 1972       | 2015        |
| Oskarshamn - 2 | drukwaterreactor   | 580 MW                     | 1969       | 1975       | 2018        |
| Oskarshamn - 3 | drukwaterreactor   | 1050 MW                    | 1980       | 1985       |             |

In oktober 2015 werd de sluiting aangekondigd van de twee oudste van de drie reactoren. Oskarshamn 2 was al sinds mei 2013 voor onderhoud buiten gebruik en zal niet meer worden opgestart. Oskarshamn 1 heeft in juni 2018 de productie gestaakt. Oskarshamn 3 heeft een technische levensduur tot 2045 en zal in productie blijven.